# Arthur MacArthur senior

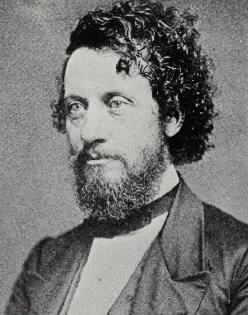
Arthur MacArthur

Arthur MacArthur senior (* 26. Januar 1815 in Glasgow, Schottland; † 26. August 1896 in Atlantic City, New Jersey) war ein US-amerikanischer Politiker und im Jahr 1856 für kurze Zeit der vierte Gouverneur des Bundesstaates Wisconsin.

## Frühe Jahre
Nach dem Tod seines Vaters kam MacArthur mit seiner Mutter nach Massachusetts. Er besuchte die Schulen in Uxbridge und Amherst. Danach absolvierte er die Wesleyan University in Middletown (Connecticut). Nach einem Jurastudium in New York City praktizierte er ab 1841 zunächst in Springfield und später ab 1849 in Milwaukee als Rechtsanwalt. In Wisconsin knüpfte der Demokrat MacArthur bald wichtige politische Kontakte. Im Jahr 1851 wurde er Anwalt der Stadt Milwaukee und 1855 wurde er als Kandidat seiner Partei zum Vizegouverneur von Wisconsin gewählt. Damit war er Stellvertreter des skandalumwitterten Gouverneurs William A. Barstow.

## Umstrittene Wahlen und Gouverneur für vier Tage
Trotz der gegen ihn erhobenen Korruptionsvorwürfe trat William Barstow im Jahr 1855 zur Wiederwahl als Gouverneur an. Das erste Wahlergebnis sah Barstow mit einem Vorsprung von 157 Stimmen als Wahlsieger gegen den Republikaner Coles Bashford. Schon bald wurde klar, dass dieses Ergebnis das Resultat eines Wahlbetrugs war. Die Republikaner protestierten beim Obersten Gerichtshof gegen dieses Vorgehen, während sich Barstow in der Zwischenzeit in seine zweite Amtszeit einführen ließ. Nun kam es zu Protesten gegen den Gouverneur, der seine Anhänger mobilisierte. Beinahe wäre es zu einem Bürgerkrieg in Wisconsin gekommen. Das Oberste Gericht gab der Klage statt. Da aber Barstow nicht gewillt war aufzugeben, eskalierte der Konflikt. Unter dem allgemeinen Druck musste er aber dann doch am 21. März 1856 zurücktreten. Bis zur offiziellen Einsetzung von Bashford am 24. März musste Vizegouverneur MacArthur für vier Tage als Gouverneur amtieren. In diesen vier Tagen ließ er die Waffen aus dem Kapitol entfernen, um weitere Gewalt in der Hauptstadt zu verhindern. Anfänglich wollte auch MacArthur sein neues Amt nicht aufgeben, beugte sich aber doch dem Druck und wurde wieder Vizegouverneur.

## Weiterer Lebenslauf
MacArthur blieb bis 1858 Vizegouverneur. Zwischen 1857 und 1869 war er Richter im zweiten Gerichtsbezirk von Wisconsin. Im Jahr 1870 wurde er von Präsident Ulysses S. Grant an den Obersten Gerichtshof des District of Columbia berufen. Dieses Amt bekleidete er bis zu seinem Ruhestand im Jahr 1887. In jenen Jahren setzte er sich für den Schutz der Kinder und den Tierschutz ein. Arthur MacArthur starb im Jahr 1896. Er war zweimal verheiratet. Sein Sohn Arthur MacArthur Jr. brachte es später bis zum Drei-Sterne-General der US Army und wurde Militärgouverneur auf den Philippinen. Dessen Sohn wiederum war der spätere Fünf-Sterne-General Douglas MacArthur, der kommandierender General im Ersten und Zweiten Weltkrieg wurde, nach Kriegsende den Oberbefehl über die Besatzungstruppen in Japan innehatte und im Koreakrieg die UN-Truppen befehligte.